# Панчуков, Иван Алексеевич
Ива́н Алексе́евич Панчуко́в (28.11.1931 —22.08.2015) — строитель БАМа, Первый секретарь Усть-Кутского горкома КПСС.
Стоял у истоков строительства, участвовал в высадке первого десанта на БАМ, который отправился со станции Лена до Таюры 9 января 1974 года.

## Биография
Родился 26 ноября 1931 года в селе Орлик Окинского района Республики Бурятия (в то время — Бурят-Монгольская республика) в семье крестьян. Затем семья переехала в Нукутский район Иркутской области. Рано остался без отца — он был репрессирован в 1937 году.
- В 1955 году окончил Иркутский государственный педагогический институт. В 1955 году прибыл в Усть-Кут.
- В 1955—1960 — учитель физики, заведующий учебной частью, директор средней школы.
- В 1960—1963 — заведующий районным отделом народного образования в г. Усть-Куте.
- С 1964 по 1966 годы — зав. отделом, зам. секретаря парткома, второй секретарь первый секретарь горкома КПСС в г. Усть-Кут.
- С 1966 по 1988 годы — первый секретарь горкома КПСС в г. Усть-Кут.[1]

В течение 22 лет лет руководил городом и районом. При его руководстве Усть-Кутом набирал мощности и динамично развивался созданный в 1958 году на базе пристани Осетровский речной порт Ленского пароходства. Министерство речного флота РСФСР стало главным застройщиком города. В 1962 году отстроен Центральный грузовой район, сдано в эксплуатацию здание речного вокзала. В 1970 году завершено строительство Западного грузового района. В эти годы порт имел уже около 100 портовых кранов и стал крупнейшим в СССР, а в 1971 году порт награждён орденом Трудового Красного Знамени. Грузооборот порта в течение предыдущих 20 лет возрос в 20 раз. Кроме порта набирали мощность Судоверьфь, РЭБ, Нефтебаза.
Стоял у истоков строительства Байкало-Амурской магистрали (БАМ), участвовал в высадке первого десанта на БАМ, который отправился со станции Лена до Таюры 9 января 1974 года. Задача стояла пробить зимник, чтобы по нему забрасывать на первый опорный пункт БАМа технику и стройматериалы. За месяц предстояло пройти 64 километра, да не просто пройти, а продолжить в непроходимой тайге надежную зимнюю дорогу. Преодолев множество трудностей, через месяц, они пришли на речку Таюра. Здесь вскоре вырос первенец строительства Байкало-Амурской магистрали – поселок Звездный. По территории Усть-Кутского района БАМ проходит всего-навсего 113 километров из 3145. Это совсем немного, но заслугу Усть-Кута как плацдарма трудно переоценить. Именно в Усть-Куте располагались три крупных треста союзного значения: «Мостострой-9», «ЗапБАМстроймеханизация», «ЛенаБАМстрой». На участке Усть-Кут – Звездный удалось сократить сроки строительства на целый год, что позволило сэкономить государству сотни миллионов рублей. Самой сложной, этапной, требовавшей предельного напряжения физических и нравственных сил, была работа мостостроителей на Лене. Тогда на высоченных мачтах через все пролеты горели четыре лампочки-звезды – по количеству бригад. Если дневное обязательство не выполнялось – звезду не зажигали. Первую мостовую панель строители собрали и установили за 42 часа, на последнем этапе на эту работу затрачивали уже только 18. В итоге мост через Лену построили за 18 месяцев вместо 36, вдвое сократив сроки.
Указом Президиума Верховного Совета СССР от 25 октября 1984 года за выдающиеся производственные успехи, достигнутые при сооружении Байкало-Амурской железнодорожной магистрали, обеспечение досрочной укладки главного пути на всем ее протяжении, проявленный трудовой героизм Панчукову Ивану Алексеевичу присвоено звание Героя Социалистического Труда с вручением ордена Ленина и золотой медали «Серп и Молот».
Был единственным, удостоенным этой награды, из секретарей партийных организация 5 областей, по которым прошла магистраль от Лены до Тихого океана.
С 1988 года – на пенсии.
Пенсионер, жил в Иркутске.
Отмечалось 75-летие со дня рождения Иван Алексеевича.
Умер 22 августа 2015 года.

## Награды
Награжден орденами Ленина (25.10.1984), Трудового Красного Знамени (16.04.1976), Дружбы народов (02.04.1981), «Знак Почета» (04.05.1971), медалями.
- Почётный гражданин города Усть-Кута.